# 池内義資
池内 義資（いけうち よしすけ、1900年9月9日 - 1979年10月18日）は、日本の法制史学者、教員。

## 経歴
愛媛県生まれ。広島高等師範学校で新見吉治に学び、1923年卒業。高知師範学校で教員を務めた後、1927年京都帝国大学文学部史学科に入学し、卒業論文「武士発生史の研究」をまとめ、1931年3月に卒業。京都府立第一高等女学校、兵庫県立第二神戸中学校、大分県立宇佐中学校等の教員を勤め、愛媛県立松山北高等学校校長等を歴任する。その傍ら、中世法制史研究を行い、佐藤進一と共に「中世法制史料集」の編纂を行う。また、特に御成敗式目の研究を専門として、1971年に「式目傅寫本の系譜に関する研究」により京都大学から文学博士の学位を授与される。